# Союзний договір між Російською імперією та Китаєм (1896)
Союзний договір між Російською імперією та Китаєм (імперією Цін) — нав'язаний Китаю договір, підписаний в Москві 22 травня (3 червня) 1896. У разі нападу Японії на будь-яку зі сторін, а також на Корею, мав на увазі спільні військові дії проти агресора.
Договір також надав Росії право на будівництво залізничної магістралі через територію Маньчжурії (див. Китайсько-Східна залізниця).
Дія договору припинено Портсмутським мирним договором 1905, укладеним за підсумками невдалої для Росії російсько-японської війни 1904—1905 років.
Договір укладений після повного розгрому Імперії Цін в Японо-китайської війни 1895 року та практично повної ліквідації китайської армії та флоту, а також повної відсутності коштів у Імперії Цін на відновлення армії у зв'язку з гігантськими репараціями, накладеними на неї.
Ідеологічно був спрямований проти союзу Японської Імперії, Британської Імперії та США. Після захоплення Німеччиною території Цзяочжоу, Росія обумовила свою допомогу наданням їй в оренду земель в Маньчжурії та правом на прокладку КСЗ. В результаті була укладена Російсько-китайська конвенція 1898.
Після поразки Росії в російсько-японській війні Китай зміг розірвати нав'язаний йому союзний договір 1896 і конвенцію 1898 року.

## Джерело
- Збірник договорів Росії з 1856 по 1917